# Vevay (Indiana)
Vevay város az USA Indiana államában. Lakosainak száma 1741 fő (2020. április 1.).

## Népesség
A település népességének változása:

| 2010 | 1 683 |
| 2020 | 1 741 |